# Revel Presents: Beyoncé Live
Revel Presents: Beyoncé Live는 미국 알앤비 가수 비욘세 놀스의 세 번째 레지던트 쇼이다. 2012년 5월 25일부터 27일까지 4를 홍보하는 목적으로 공연되었다.
콘서트는 미국 뉴저지주 애틀랜틱 시티 레벨 아틀란틱 시티에서 열렸다.
콘서트 내용은 나중에 2013년 HBO에서 하는 다큐멘터리 영화 Life Is But a Dream의 일부로 방영되었다.

## 세트리스트
1. "End of Time"
2. "Love on Top"
3. "Get Me Bodied"
4. "Baby Boy"
5. "Crazy in Love"
6. "Diva"
7. "Naughty Girl"
8. "Party"
9. "Dance for You"
10. "Freakum Dress"
11. "I Care"
12. "Schoolin' Life"
13. "1+1"
14. "I Miss You"
15. "Resentment"
16. "If I Were a Boy"
17. "Ex-Factor"
18. "Flaws and All"
19. "Irreplaceable"
20. "Countdown"
21. "Jumpin', Jumpin'"
22. "Run the World (Girls)"
23. "Why Don't You Love Me"
24. "I Will Always Love You" / "Halo"
25. "Single Ladies (Put a Ring on It)"